# Green Book
Ne doit pas être confondu avec Livre vert.
Pour les articles homonymes, voir Green Book (homonymie).

Logo du Compact Disc Interactive

Le Green Book décrit les spécifications du format CD-i, ou CD interactif de Philips, mis en place en 1987. Cette technologie permettant de réaliser des présentations interactives n'a pas obtenu le succès commercial escompté,. Les spécifications des autres disques compacts (CD audio, etc.) sont décrites dans une série de normes connues sous le nom de  Rainbow Books (« livres arc-en-ciel »).

## Description
C'est une norme de CD développée en 1986 par Philips et Sony qui définit le format des multimédias interactifs, disques compacts conçus pour les lecteurs CD-i. La norme n'était à l'origine pas disponible librement et devait être achetée à Philips. Cependant, la version de 1994 a finalement été mise à disposition gratuitement par Philips. 
Les disques CD-i sont conformes aux normes du Red Book, qui norme les CD audio (CD-DA). Les pistes d'un disque CD-i peuvent être des pistes au format CD-DA ou CD-i. Mais la première piste doit toujours être au format CD-i , et toutes les pistes CD-i doivent être regroupées au début du disque.  Les pistes CD-i ont différentes classes en fonction de leur contenu (« donnée », « vidéo », « audio », « vide » et « message »). Les secteurs « Message » contiennent des données audio pour avertir les utilisateurs de lecteurs de CD audio que le disque qu'ils essaient d'écouter est un CD-i et non un CD-Audio. La spécification de CD-i caractérise également un système de fichiers similaire (mais non compatible), la norme ISO 9660, ainsi que certains fichiers spécifiques qui sont nécessaires dans un disque compatible CD-i.  
Le format CD-i Ready est un format intermédiaire, également conçu par Philips, qui définit les disques compatibles avec les lecteurs de CD audio numériques et les lecteurs de CD-i. Ce format met les logiciels CD-i et les données sur la piste 1. 
Le format CD-i Bridge défini dans le White Book (en) de Philips, est un format transitoire permettant aux disques d'être lus à la fois sur les lecteurs CD-ROM et les lecteurs de CD-i.